# Mas Suardell
Mas Suardell és una obra de Juià (Gironès) inclosa a l'Inventari del Patrimoni Arquitectònic de Catalunya.

## Descripció
El mas, de grans proporcions, és el resultat de la juxtaposició de volums en èpoques diverses. El sector més antic, situat a un nivell més alt seguint el pendent del terreny, conserva elements defensius: un matacà de rajola i base de pedra, i diverses espitlleres esbiaixades dirigides al portal dovellat. La construcció més moderna té un pati amb un portal d'arc carpanell ben treballat amb la inscripció: A XX DE MAIG 1605. La façana té un portal dovellat i finestres amb trencaaigües amb la data 1878. La coberta és a tres vessants.